# Jandayaparakit

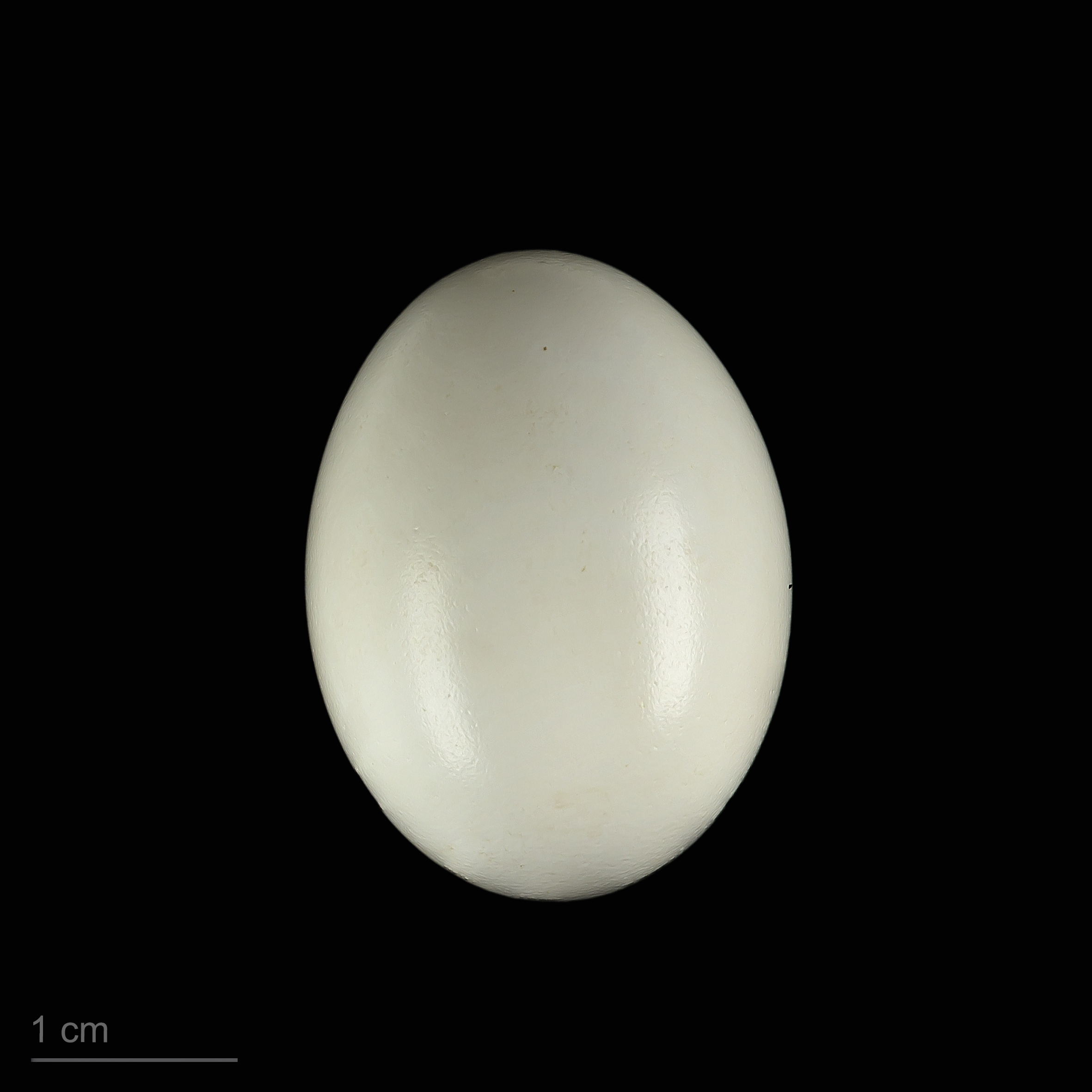
Aratinga jandaya

Jandayaparakit (Aratinga jandaya) är en papegoja som förekommer i nordöstra Brasilien. Den hålls även i fångenskap som burfågel.

## Utseende
Jandayaparakiten är en ganska liten papegoja, omkring 30 centimeter i längd, med färggrann fjäderdräkt. Huvud och hals är gula, ofta med rött kring ögat, och bröstet och undersidan är orangerödaktiga. Ryggen är grönaktig och även vingarna är gröna, med blått inslag ytterst på handpennorna. Blått inslag finns även ytterst på stjärtfjädrarna.

## Ekologi
Jandayaparakitens föda består av frukt från olika träd och buskar. Individerna har observerats hålla ihop i små flockar på upp till 15 fåglar. Om papegojorna oroas eller om ett hot upptäcks flyger de snabbt iväg och varnar med höga skrik.

## Status
IUCN kategoriserar arten som livskraftig.